# قرفة غدية
القرفة الغدية، شجرة الكافور الكاذبة أو شجرة الكافور النيبالي (الاسم العلمي: Cinnamomum  glanduliferum)، هو نبات ينتمي إلى جنس الدارصيني.